# Franck Surdez
Franck Surdez, né le 5 mai 2002 à Neuchâtel en Suisse, est un footballeur suisse qui joue au poste d'attaquant à La Gantoise.

## Biographie

### Enfance et formation
Franck Surdez, originaire du Landeron, naît le 5 mai 2002, à Neuchâtel. Son père est d'origine suisse, tandis que sa mère est camerounaise. En plus d'être neuchâtelois, il a des origines jurassiennes du village de Muriaux,.

## Carrière en club

### Parcours junior
Franck Surdez fait son parcours junior au centre de formation de Neuchâtel Xamax FCS,. Lors de la saison 2018-2019, il rejoint la team BEJUNE U17, en partenariat avec son club, puis la team BEJUNE U18 de 2019 à 2020, avant de rejoindre, en 2020, les moins de 21 ans de Neuchâtel Xamax FCS. Il y restera jusqu'en 2023, tout en faisant des matchs avec l'équipe première.

### Neuchâtel Xamax FCS (2020-2023)
Franck Surdez débute, après être entré en jeu, avec la première équipe de Neuchâtel Xamax FCS le 13 septembre 2020, lors du match de 2e tour de coupe de Suisse perdu 1-4 contre le SC Kriens,.
Il signe son premier contrat professionnel le 16 mars 2021 avec Neuchâtel Xamax FCS,.
Il marque son premier but avec l'équipe première le 1er mars 2022, lors de la 24e journée de Challenge League 2021-2022 gagné 2-1 face au FC Thoune,.
Le 15 décembre 2023, il est nommé pour le titre de meilleur joueur de Challenge League lors de l'année civile 2023 au Swiss Football Night,,.

### KAA La Gantoise (depuis 2024)
Franck Surdez est transféré au KAA La Gantoise à la mi-saison 2023-2024 pour un montant estimé entre 1 et 1,5 million d'euros,.
Il marque son premier but avec le KAA La Gantoise le 15 septembre 2024 lors de la 7e journée de Jupiler Pro League 2024-2025 gagné 2-0 face au Yellow Red KV Malines.

## Carrière internationale

### Équipe nationale Suisse M20
Le 28 mars 2022, Franck Surdez joue son unique match avec l'équipe de Suisse de football des moins de 20 ans, lors duquel il marque un but face à la Roumanie. Le résultat du match amical international sera de 5-0 pour la Suisse.

### Équipe nationale Suisse M21
Franck Surdez joue son premier match avec l'équipe de Suisse espoirs de football le 12 septembre 2023 contre la Finlande lors des qualifications de l'EURO M21 2025. La Suisse gagne ce match de 2 buts à 1,,.
Il marque son premier but avec l'équipe de Suisse le 26 mars 2024, lors de l'affrontement victorieux de 3 buts à 1, contre l'Albanie durant ces mêmes qualifications.

## Statistiques
| Saison                            | Club                              | Championnat                       | Championnat | Championnat | Championnat | Coupe(s) nationale(s) | Coupe(s) nationale(s) | Coupe(s) nationale(s) | Compétition(s) continentale(s) | Compétition(s) continentale(s) | Compétition(s) continentale(s) | Compétition(s) continentale(s) | Sélection      | Sélection | Sélection | Sélection | Total | Total | Total |
| Saison                            | Club                              | Division                          | M.          | B.          | P.d.        | M.                    | B.                    | P.d.                  | Comp.                          | M.                             | B.                             | P.d.                           | Équipe         | M.        | B.        | P.d.      | M.    | B.    | P.d.  |
| 2020-2021                         | Neuchâtel Xamax FCS               | Challenge League                  | 6           | 0           | 0           | 1                     | 0                     | 0                     | -                              | -                              | -                              | -                              | -              | -         | -         | -         | 7     | 0     | 0     |
| 2021-2022                         | Neuchâtel Xamax FCS               | Challenge League                  | 24          | 4           | 2           | 2                     | 0                     | 0                     | -                              | -                              | -                              | -                              | Suisse M20     | 1         | 1         | 1         | 27    | 5     | 3     |
| 2022-2023                         | Neuchâtel Xamax FCS               | Challenge League                  | 9           | 0           | 1           | -                     | -                     | -                     | -                              | -                              | -                              | -                              | -              | -         | -         | -         | 9     | 0     | 1     |
| 2023-2024                         | Neuchâtel Xamax FCS               | Challenge League                  | 17          | 7           | 7           | 2                     | 2                     | 0                     | -                              | -                              | -                              | -                              | -              | -         | -         | -         | 19    | 9     | 7     |
| Sous-total au Neuchâtel Xamax FCS | Sous-total au Neuchâtel Xamax FCS | Sous-total au Neuchâtel Xamax FCS | 56          | 11          | 10          | 5                     | 2                     | 0                     | -                              | -                              | -                              | -                              | -              | 1         | 1         | 1         | 62    | 14    | 11    |
| 2023-2024                         | KAA La Gantoise                   | Jupiler Pro League                | 9           | 0           | 2           | -                     | -                     | -                     | -                              | -                              | -                              | -                              | -              | -         | -         | -         | 9     | 0     | 2     |
| 2024-2025                         | KAA La Gantoise                   | Jupiler Pro League                | 14          | 1           | 5           | 0                     | 0                     | 0                     | C4                             | 6                              | 0                              | 0                              | Suisse espoirs | 10        | 2         | 4         | 30    | 3     | 9     |
| Sous total au KAA La Gantoise     | Sous total au KAA La Gantoise     | Sous total au KAA La Gantoise     | 23          | 1           | 7           | -                     | -                     | -                     | -                              | 6                              | 0                              | 0                              | -              | 10        | 2         | 4         | 39    | 3     | 11    |
| Total sur la carrière             | Total sur la carrière             | Total sur la carrière             | 79          | 12          | 17          | 5                     | 2                     | 0                     | -                              | 6                              | 0                              | 0                              | -              | 11        | 3         | 5         | 101   | 17    | 22    |